# Phalonidia diaphona
Phalonidia diaphona es una especie de polilla del género Phalonidia, categorizada en la tribu Cochylini, de la subfamilia Tortricinae.

## Distribución
Se distribuye por América del Norte: México, en la ciudad de Veracruz.

## Taxonomía
Fue descrita por Razowski & Becker en 1986.
Tratamiento taxonómico
La especie aparece registrada y publicada en Acta Zoologica Cracoviensia 29: 459.